# Femap

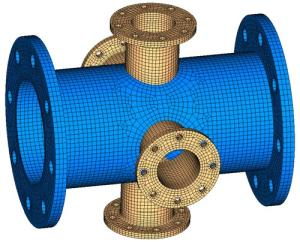
Mit Femap erstelltes FE-Modell

Femap ist ein auf der Finite-Elemente-Methode (FEM) basierender grafischer Pre-/Postprozessor für die Erstellung von FE-Modellen sowie der Auswertung von Berechnungsergebnissen. In Kombination mit dem optionalen FEM-Solver NX Nastran ergibt sich ein CAD neutrales Programm für die Simulation von statischen, dynamischen, thermischen und nicht linearen Vorgängen.

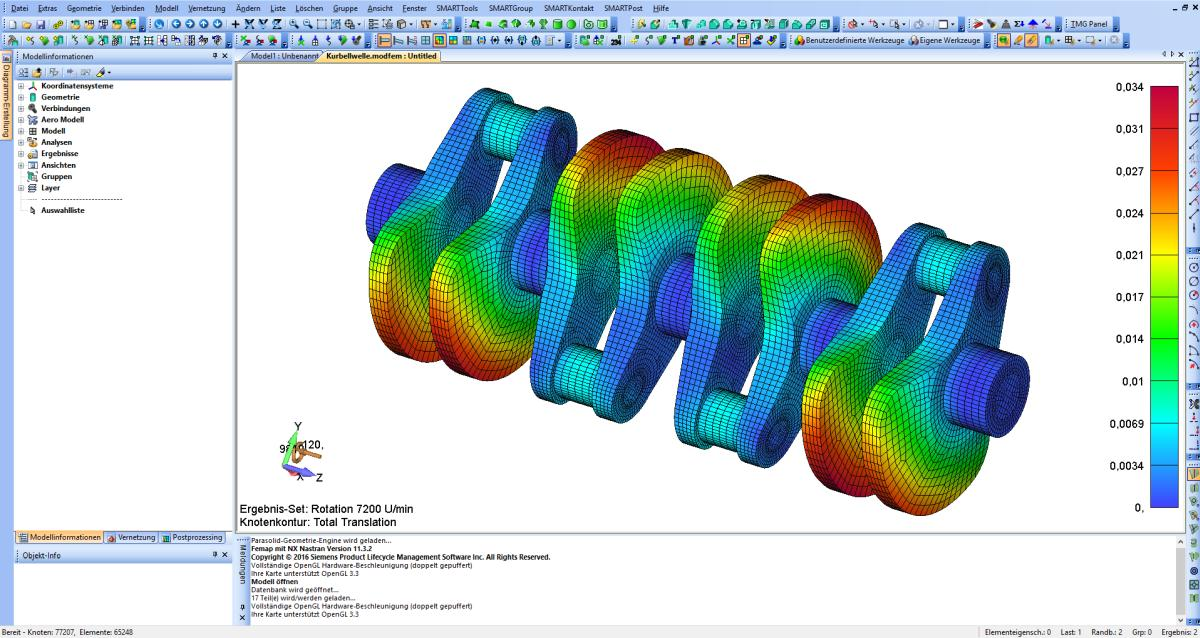

## Beschreibung
Schwerpunktmäßig wird diese Software von Konstrukteuren und Berechnungsingenieuren eingesetzt, da Finite Elemente Berechnungen heutzutage fester Bestandteil in der Produktentwicklung bzw. dem Nachweis von Strukturen sind. Die größte Verbreitung hat Femap im Maschinen- und Fahrzeugbau, der Luft- und Raumfahrtindustrie, Schiffbau und Offshore. Das Anwendungsspektrum ist weit gefächert und deckt in Kombination mit dem integrierten Nastran-Solver, insbesondere die Bereiche lineare Statik, Nichtlinearitäten, Dynamik und Thermal ab. Femap kann Daten mit allen gängigen CAD-Systemen austauschen (Import und Export von Daten). Der Anwender ist in der Lage basierend auf dem implementierten Parasolid-Kern die importierten Daten zu bearbeiten oder eigene Geometrien in 1D, 2D und 3D zu erstellen. Umfangreiche Geometriefunktionen ermöglichen z. B. die Erstellung von Mittelflächenmodellen oder auch die auf die individuellen Anforderungen des Anwenders ausgerichtete Idealisierung bzw. Vereinfachung von CAD-Modellen. Im- und Exportschnittstellen zu diversen anderen FEM-Systemen sind ebenso Bestandteil wie eine API-Schnittstelle. Femap ist ausschließlich für Windows 64-Bit verfügbar. Lizenzgeber der Software ist Siemens PLM. Femap wird auch von Anbietern anderer FEM-Programme (ADINA, NEI Nastran) als Pre/Postprozessor genutzt. Die Lizenzierung erfolgt entweder über USB-Dongle (Nodelocked, nicht rechnergebunden), FlexLM (Floating) oder Aktivierungscode (Online-Subscription, rechnergebunden). Testversionen ohne Knotenlimitierung mit dem Berechnungsumfang der Basisversion inkl. Dynamikmodul sind zum Sofortdownload verfügbar. Die Software unterliegt den US-amerikanischen Exportvorschriften.

## Historie
- 1985: Die erste Femap Version wird von der in Exton ansässigen Firma ESP von George Rudy und Mark Sherman[1] als Pre-/Postprozessor für Nastran veröffentlicht. Zunächst war Femap für Unix und Windows verfügbar und fand schnell in der US-amerikanischen Luft- und Raumfahrbranche Verbreitung[2][3]
- Das von 1995 bis 2006 von MSC Software angebotenen Nastran for Windows bestand aus Femap und dem integrierten Nastran Solver
- 1999: ESP wird von SDRC übernommen.
- 2001: UGS übernimmt SDRC
- 2006: Nastran for Windows verschwindet vom Markt[4]
- 2007: Siemens PLM übernimmt UGS[5]
- 2020: die aktuelle Femap Version ist 2020.1

## Versionen

### Femap Stand Alone
Für Anwender die keinen integrierten FEM-Solver benötigen ist Femap als Stand Alone Lösung verfügbar.

### Femap mit NX Nastran
Die Basisversion mit dem NX Nastran Solver beinhaltet folgende Analysearten: lineare Statik, Kontakt, Nichtlinearitäten (Material, große Verformungen), Eigenwerte, Thermal, Beulen, nichtlinear-transient.

## Zusatzmodule
Folgende Zusatzmodule bzw. Erweiterungen sind verfügbar:
- Dynamik
- Advanced Nonlinear (basierend auf dem ADINA Solver)
- Optimierung
- Superelemente
- Rotordynamik
- Aeroelasticity
- Flow
- TMG Thermal
- TMG Advanced Thermal
- SA Toolkit
- winLIFE (Lebensdauer)
- SDC-Verifier